# 三栗崇
三栗崇（日语：／ Mitsukuri Takashi，1939年2月19日—），日本男子竞技体操运动员。他曾获得1960年和1964年夏季奥运会体操比赛男子团体全能金牌。他的妻子中村多仁子同样也是体操选手。